# Vulcanella porosa
Vulcanella porosa är en svampdjursart som först beskrevs av Lebwohl 1914.  Vulcanella porosa ingår i släktet Vulcanella och familjen Pachastrellidae. Inga underarter finns listade i Catalogue of Life.